# Du Yuesheng
Du Yuesheng (chinois : 杜月笙 ; pinyin : dù yuèshēng), parfois orthographié Dou Yu-Seng ou Tu Yueh-sheng, surnommé « Du les Grandes Oreilles », né le 21 août 1888 à Gao Qiao (actuellement dans le district de Pudong à Shanghai) et mort le 16 août 1951 à Hong Kong, est le plus célèbre membre du gang shanghaïen de la Bande Verte (青帮, qīng bāng), un des personnages emblématiques du Shanghai des années 1920 à la prise du pouvoir par les communistes en 1949. À son sommet, il dirige le trafic d'opium chinois mais il est à la tête du Shanghai Stock Exchange, la banque de Chine et de la Central bank of China. 

## Jeunesse et entrée dans la Bande Verte
Orphelin à l'âge de 5 ans, il est élevé par son oncle maternel.  Les relations avec son oncle sont difficiles et Du Yuesheng partage son temps entre le salon de thé local et les salles de jeux de hasard. En 1902, il quitte Gao Qiao pour Shanghai où il devient apprenti chez un grossiste en fruits du port de Shiliupu (十六铺) sur la rive du Huang Pu. D'abord chargé des plus sales corvées, mais dégourdi, il finit par devenir coursier et livreur. Mais, puisant dans la caisse de son patron, et vivant de petits larcins pour financer son accoutumance au jeu, il est renvoyé en 1910.
À cette époque, le port concentre tous les vices : fumeries d'opium, bordels, et tripots, fréquentés par de nombreux malfrats locaux avec lesquels Du est en relation. Durant cette période, il s’initie aux plaisirs de l’opium, et devient par la suite un opiomane notoire qui se débarrassera quelque temps de cette habitude avant d’y revenir pour surmonter les frustrations de la toute fin de sa vie. Se retrouvant à la rue après avoir été congédié par son patron, il fréquente les quais de Shiliupu où il se fait connaître sous le surnom de « Yuesheng le Fruit » (Shuiguo Yuesheng) et mène une vie précaire, vivant de la vente d’opium, de petits larcins et d’extorsion. Ce sont ces activités qui ont attiré l’attention sur lui pour la première fois en avril 1911, lorsqu’un journal local a rapporté que Du était recherché pour être interrogé par la police de Shanghai concernant un réseau d’extorsion visant les marchands d’opium locaux. Durant cette période, il se place sous la protection d’une tenancière d’un bordel de Shiliupu pour laquelle il effectue des petits boulots. Peu après 1910, il devint un partisan de Chen Shichang, le chef des bandits du district de Shiliupu, membre de la génération Tong de la Bande Verte.
Grâce à son nouveau patron, il rejoint la Bande Verte et est introduit auprès de son représentant le plus éminent, Huang Jinrong, le chef de la police chinoise de la concession française de Shanghai. En l'espace de 5 ans, avec l'appui de Huang et grâce au laxisme des autorités coloniales françaises, Du devient le parrain le plus influent de la Bande Verte aux côtés de Huang et Zhang Xiaolin (zh) (张啸林). Pour unir leurs intérêts, ils créent en 1925 la « Société des Trois Fortunes » (三鑫公司) ; ils contrôlent la prostitution, les jeux, le racket et établissent leur monopole sur le trafic d'opium. Les membres de la Bande Verte peuvent aller et venir librement entre les concessions étrangères et la ville chinoise. Du Yuesheng installe son quartier général au cœur de la concession française, au 82 route Xinle, en face de l'église orthodoxe de Shanghai.

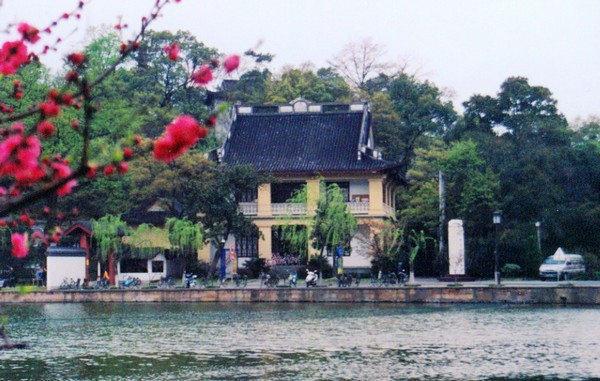
Ancienne résidence de Du Yuesheng à Sanghaï

Son interlocuteur est le capitaine Etienne Fiori, chef de la police française de Shanghai mais aussi très lié à l'Union corse.

## Dix années au sommet (1927 - 1937)
En avril 1927, à l'instigation de Tchang Kaï-chek (蔣介石), Du Yuesheng, Huang Jinrong et Zhang Xiaolin créent la Société pour le Progrès Commun (中华共进会), une société écran qui fait armer un millier d'hommes de main pour briser les mouvements de grève que cherchent à organiser les communistes. Le 12 avril à l'aube, la répression commence, rapidement relayée par les troupes du Kuomintang, dans l'indifférence des autorités coloniales. Du Yuesheng prend le contrôle effectif des organisations syndicales encore aux mains des communistes. Les événements font probablement plusieurs milliers de victimes et marquent un tournant dans l'histoire du mouvement communiste en Chine.
À compter de cette date, Du Yuesheng devient indispensable au gouvernement du Kuomintang pour conserver le contrôle de Shanghai et financer l'effort de guerre de Tchang Kaï-chek contre les Seigneurs de la Guerre et les communistes. Pour prix de ses services, Tchang le nomme à la tête de l'administration chargée de l'« éradication de la consommation d'opium » (禁烟局), qui organise en réalité le partage des profits du commerce de l'opium entre la Bande Verte et le Kuomintang.
Il occupe différents postes officiels, dont celui de conseiller municipal à partir de 1932 au sein de l'administration de la concession française et dirige de nombreuses sociétés ou organisations. La notice du Who's Who de Shanghai en 1933 le décrit comme la personnalité la plus influente de la concession, un homme d'affaires philanthrope. Entre 1927 et 1937, Du est au sommet de sa richesse et de son pouvoir. En 1934, il fait construire sa résidence personnelle sur Donghu Lu (东湖路) dans la concession française ; le site a été depuis transformé en hôtel, mais reste, pour les shanghaïens, associé au personnage de Du Yuesheng.

## Exil

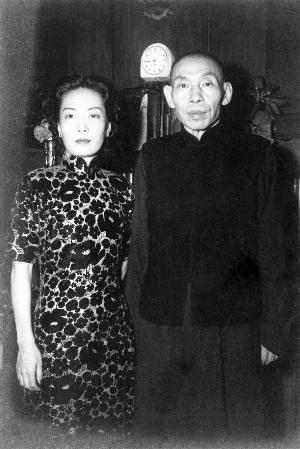
Du Yuesheng en 1950 avec sa cinquiéme épouse, Meng Xiaodong

Lorsque la guerre sino-japonaise éclate en 1937, il fuit à Hong Kong, avant de rejoindre Chongqing en 1941 où s'est replié le gouvernement nationaliste de Tchang Kaï-chek. En septembre 1945, après la signature des actes de capitulation du Japon, il peut rentrer à Shanghai, mais son heure est passée, et Tchang Kaï-chek cherche à se passer de lui. En avril 1949, quelques semaines avant que les communistes prennent définitivement le contrôle de la ville, il se réfugie à nouveau à Hong Kong, où il meurt de maladie deux ans plus tard à l'âge de 62 ans. Son corps est transféré à Taïwan, où il est inhumé dans les environs de Taipei. Sa tombe porterait une épitaphe de Tchang Kaï-chek.

## Culture populaire
Du Yuesheng apparaît comme personnage dans la bande dessinée Bob Morane, La guerre du pacifique n'aura pas lieu.
La série télé chinoise La Demeure de M. Du (杜公馆), la série télé hongkongaise The Bund (上海滩) avec Chow Yun-fat et le film Shanghai Triad (摇啊摇，摇到外婆桥) de Zhang Yimou (张艺谋) s'inspirent du personnage et de l'époque Du Yuesheng.
Le film The Last Tycoon (2012) est basé sur la vie de Du Yuesheng.